# Ricardo Francisco Rojas
Ricardo Francisco Rojas Trujillo (né le 7 mai 1974 à Vallenar au Chili) est un footballeur international chilien, qui évolue au poste de défenseur.

## Biographie

### Carrière en sélection
Avec l'équipe du Chili, il dispute 45 matchs (pour aucun but inscrit) entre 1994 et 2006. Il figure notamment dans le groupe des sélectionnés lors des Copa América de 1997 et de 2001.

## Palmarès
- Champion du Chili en 1999 et 2000 avec l'Universidad de Chile
- Champion du Chili en 2008 (Tournoi de clôture) avec Colo-Colo
- Vainqueur de la Coupe du Chili en 1998 et 2000 avec l'Universidad de Chile
- Champion du Mexique en 2002 (Tournoi d'été) et en 2005 (Tournoi de clôture) avec le club América